# Операция «Вундерланд»
Операция «Вундерланд» (от нем. Wunderland — «Страна чудес») — наступательная операция Кригсмарине, предпринятая во второй половине августа 1942 года в Карском море для недопущения прохода конвоев союзников в Баренцево море с востока, Северным морским путём, и для разрушения советской портовой инфраструктуры.

## Планирование
Возможность действий против советского судоходства по Северному морскому пути рассматривалась командованием Кригсмарине с самого начала войны с СССР. Существовал даже проект, предусматривавший подавление советского флота в Карском море и далее на восток с целью организации проводки германо-японских конвоев Северным морским путём, в обход морской блокады Германии союзниками. При планировании использовались отчёт германского вспомогательного крейсера «Комет», прошедшего этим путём в 1940 году при содействии СССР для рейдерства в Тихом океане, отснятые в 1931 году во время научной экспедиции дирижабля «Граф Цеппелин» фотоматериалы и другие разведданные.
К непосредственному планированию командование группы «Норд» Кригсмарине приступило в мае 1942 года. К июлю 1942 план операции был подготовлен и одобрен Верховным командованием кригсмарине.
План операции, намеченной на середину августа, ставил основной задачей прерывание советского судоходства в Карском море. Предпочтение следовало отдавать уничтожению конвоев, идущих с востока. Вторичной задачей было нападение на порт Амдерма, который немцы считали важным пунктом разгрузки союзных арктических конвоев. Первоначально планировалось задействовать в операции тяжёлые крейсера «Адмирал Шеер» и «Лютцов», однако последний во время операции «Ход конём (нем. Rösselsprung)» наскочил на подводную скалу и нуждался в ремонте. Оперативная разведка возлагалась на подводные лодки.
Из-за недостаточности разведданных (на которую указывал ещё во время планирования адмирал Норвежского моря Хуберт Шмундт) план операции содержал несколько ошибочных допущений. Главным из них было предположение, что маршрут советских конвоев пролегает из Баренцева моря к проливу Вилькицкого кратчайшим путём: вдоль западного и северного побережья Новой Земли и далее напрямик через Карское море. Ошибочным было и мнение немцев о значимости порта Амдерма, так как союзные конвои разгружались только в Мурманске и Архангельске.
В начале августа немцы получили от союзной им Японии сообщение о советском конвое в составе 4 ледоколов и 19 грузовых судов, прошедшем Берингов пролив 1 августа в северном направлении. Его прибытие в Карское море ожидалось немцами около 22 августа, что опять было ошибкой, связанной с недооценкой сложности плавания по Северному морскому пути: фактически этот конвой миновал пролив Вилькицкого на целый месяц позже.
В ходе подготовки операции производилась авиаразведка пятью гидросамолётами дальнего действия Blohm & Voss BV.138С-1, два из них были потеряны из-за аварий.
15 августа воздушная разведка Люфтваффе обнаружила крупный конвой, следующий из Архангельска на восток, предположительно к проливу Вилькицкого, которого он должен был достигнуть также около 22 августа. Таким образом, создавалась благоприятная возможность для перехвата сразу двух конвоев в узости пролива, где они стали бы лёгкой добычей тяжёлого крейсера.

## Начало операции
Вечером 16 августа «Aдмирал Шеер» под командованием капитана первого ранга Вильгельма Меендсен-Болькена вышел из Скомм-фьорда в районе Нарвика в сопровождении 4 эсминцев. 17 августа эсминцы охранения повернули назад, а крейсер продолжил путь на север. 18 августа с «Шеера» было замечено одинокое торговое судно. Это был советский теплоход «Фридрих Энгельс», следовавший рейсом из Нью-Йорка через Исландию на Диксон. «Aдмирал Шеер» не атаковал, чтобы не обнаружить преждевременно своё присутствие. В ночь на 19 августа «Aдмирал Шеер» к северу от Новой Земли встретился с подводной лодкой U-601, осуществлявшей разведку ледовой обстановки и советского судоходства в этом районе.
От U-601 командир «Шеера» получил сведения о сложной ледовой обстановке и отсутствии советского судоходства в районе её патрулирования. 19 августа крейсер попытался пройти от мыса Желания в направлении острова Уединения, планируя двигаться далее на восток к проливу Вилькицкого, но встретил труднопроходимый лёд и вынужден был повернуть обратно, а затем двинулся к югу. Утром 20 августа состоялось рандеву с U-251, которая также не сообщила ничего интересного.

## Действия подводных лодок
Для поддержки операции «Вундерланд» было задействовано несколько подводных лодок. Три из них предназначались для разведки к северу и востоку от мыса Желания:
- U-601 (капитан-лейтенант Петер-Оттмар Грау, нем. Peter-Ottmar Grau) ранее уже бывала в районе Новой Земли. В ночь на 27 июля она обстреляла полярную станцию Малые Кармакулы, уничтожив два стоявших на якоре гидросамолёта ГСТ, радиостанцию, несколько жилых зданий и складов. Стоявшая в бухте шхуна «Мурманец» открыла ответный огонь из пулемётов и добилась попадания, но ущерба противнику не нанесла. В одном из самолётов погиб бортмеханик, не менее 4 человек было ранено на берегу[15][16]. В ночь на 1 августа U-601 торпедами потопила советский пароход «Крестьянин» (2513 брт), следовавший без груза из Малых Кармакул в Хабарово. Погибло пять членов экипажа парохода и два пассажира (раненые во время нападения U-601 на Малые Кармакулы)[17][18]. 3 августа U-601 вернулась в Киркенес[15][19], а 9 августа вновь вышла в патруль с задачей по сбору информации о советских конвоях, ледовых и метеоусловиях у северной оконечности Новой Земли и к востоку от неё[20][21]. После полудня 24 августа к северо-востоку от острова Вилькицкого она потопила торпедами шедший без сопровождения пароход «Куйбышев» (2332 брт) и артиллерийским огнём — буксируемый им портовый буксир «Медвежонок». Все находившиеся на борту этих судов погибли[Комм. 2][23][24]. U-601 завершила поход 20 сентября в Нейденфьорде[20].
- U-251 (капитан-лейтенант Генрих Тимм) вышла из Нарвика 14 августа и патрулировала к северу, а затем к востоку от Новой Земли[25]. 20 и 25 августа она имела контакты с советскими судами, но атак не проводила[26]. Ранним утром 8 сентября U-251 совершила обстрел радиостанции на острове Уединения. Постройки станции получили серьёзные повреждения, но радиоаппаратура уцелела. Вечером 12 сентября U-251 безрезультатно атаковала торпедами советскую подлодку Щ-403, а 13 сентября пришла в Киркенес[27].
- U-255 (капитан-лейтенант Рейнхард Рехе) вышла из Бергена 4 августа. В её задачу входило снабжение топливом разведывательных гидросамолётов BV.138С-1 в районе Шпицбергена. 12 августа[28] (по другим данным, 14 августа[29]) один из самолётов потерпел аварию. Исправить его на месте не удалось и подлодка взяла самолёт на буксир, но 17 августа тот перевернулся во время буксировки и был затоплен. После этого U-255 была направлена вести разведку у мыса Желания и к востоку от него[30]. Ранним утром 25 августа по собственной инициативе Рехе произвёл обстрел советской метеостанции на мысе Желания[31]. В результате обстрела сгорело несколько зданий, но радиостанцию полярникам удалось сохранить. К моменту завершения обстрела с берега открыли ответный огонь из 37-мм пушки, но попаданий не добились[30]. Действия Рехе вызвали неодобрение германского командования, но послужили отвлекающим фактором[31], поскольку советская сторона приписывала совершение обстрела надводному кораблю противника[32]. Утром 4 сентября U-255 пыталась подойти к полярной станции на острове Уединения для её обстрела, но навигационные сложности и сильное волнение не позволили это сделать. 9 сентября она вернулась в Киркенес[33].

Ещё две подводные лодки прикрывали район операции с запада, патрулируя входы в проливы Югорский Шар и Маточкин Шар:
- U-209 (капитан-лейтенант Генрих Бродда, нем. Heinrich Brodda) вышла для патрулирования в Баренцевом море 5 августа из Киркенеса[35]. 15 августа у входа в Югорский Шар она встретила советский конвой[Комм. 4], но не смогла его атаковать[36]. Утром 17 августа возле острова Матвеев она атаковала артиллерийским огнём и торпедами невооружённый караван из пяти судов, шедший рейсом в интересах НКВД из Хабарово в Нарьян-Мар. Были потоплены баржа «П-4» с пассажирами (главным образом, заключёнными), баржа «Литер-Ш» с имуществом и неисправный буксирный пароход «Комилес», буксир «Комсомолец» загорелся и выбросился на берег. Из 328 человек с этих судов спаслись только 23. Буксиру «Норд» удалось скрыться (позже он вернулся с подошедшими на помощь тральщиками ТЩ-54 и ТЩ-62 и принял участие в спасении уцелевших). В этом бою U-209 истратила все снаряды к 88-мм орудию[37][38][39]. Получив 80 снарядов от U-456 19 августа[40], U-209 продолжила патрулирование окрестностей Югорского Шара. Утром 26 августа она потерпела аварию, погнув командирский перископ о льдину, но получила приказ по возможности оставаться на позиции, поскольку наблюдение в этом районе считалось важным для операции «Вундерланд». Ранним утром 28 августа U-209 обстреляла радиостанцию в Ходоварихе и обнаруженные на берегу грузовики. Обстрел вызвал пожары нескольких построек, но здание радиостанции не пострадало. 1 сентября U-209 вернулась в Нарвик[41].
- U-456 (капитан-лейтенант Макс-Мартин Тайхерт) вышла из Нейденфьорда 15 августа, патрулировала у западного побережья Новой Земли[42]. 19 августа она встретилась с U-209, чтобы передать той снаряды к 88-мм орудию. Для этого подлодки проследовали в пролив Костин Шар, но там были замечены и подверглись обстрелу с советских тральщиков ТЩ-39, ТЩ-58 и мотобота «Полярник». Тральщики начали преследование, от которого подлодки ушли по поверхности, пользуясь преимуществом в скорости. В ходе отступления U-456 вела артиллерийский огонь, но ни одна из сторон не добилась попаданий. Позже в тот же день U-456 передала 80 снарядов на U-209 и рассталась с ней[40]. 20 августа близ побережья Новой Земли U-456 дважды безрезультатно атаковала торпедами советский ледокол «Фёдор Литке» (СКР-19), шедший в сопровождении тральщика ТЩ-57 из становища Лагерное в Белушью губу[43]. Вечером 22 августа с U-456 заметили мотобот «Чайка» и большую шлюпку, стоявшие на якоре у острова Митюшёв[Комм. 5]. Немцы обыскали мотобот, не нашли на нём ни людей, ни ценных документов и затопили судно подрывным зарядом. Шлюпку взяли на буксир и отвели к мысу Сухой Нос, где поставили на якорь у берега[45]. Затем U-456 продолжила патрулирование у западного побережья Новой Земли. 27 августа она должна была встретить U-589, шедшую для минирования входа в пролив Маточкин Шар, но подлодки не нашли друг друга[46]. Утром 30 августа в районе острова Подрезов[Комм. 6] U-456 была замечена и атакована британскими корветами «Лотус», «Поппи», «Дианелла» и «Ла Маллоун», от которых сначала уходила по поверхности, а затем поднырнула под ледяное поле, не получив попаданий[48]. 7 сентября она осуществляла поддержку операции немецких эсминцев Z-29 и Z-30 по установке минного поля в районе острова Колгуев. После полудня подверглась атаке пары советских самолётов Пе-3, обстрелявших её из пушек и пулемётов. Лётчики сообщили о прямых попаданиях в корпус подлодки, но серьёзных повреждений она не получила. 9 и 16 сентября U-456 подвергалась атакам противолодочными бомбами с советских гидросамолётов МБР-2, но серьёзных повреждений не получила. 18 сентября она пришла в Киркенес[49].

Операция по минированию западного входа в пролив Маточкин Шар была успешно выполнена U-589. Выйдя из Нарвика 23 августа и не встретив в условленном месте U-456, утром 28 августа U-589 установила 16 донных мин TMC и вернулась в Нарвик 1 сентября.

## Охота на конвой
«Aдмирал Шеер» продолжил движение через Карское море на юг, выйдя в конце концов на чистую воду, затем снова повернул в направлении на пролив Вилькицкого. Во второй половине дня 21 августа запущенный с крейсера гидросамолёт Arado Ar 196 сообщил об обнаружении конвоя к северо-востоку от острова Кравкова, примерно в 60 милях от крейсера. Согласно сообщению лётчиков, конвой следовал курсом на юго-запад, то есть прямо навстречу «Шееру».
На самом деле это был «3-й арктический конвой», следующий с запада на восток. Он не имел охранения боевыми кораблями, так что крейсер мог рассчитывать на лёгкую победу. Однако благоприятный момент для нападения был упущен, поскольку немецкие лётчики ошиблись в определении курса конвоя. Продолжить наблюдение за ним с воздуха не удалось, так как при следующем вылете самолёт встретил густой туман.
Меендсен-Болькен решил ожидать подхода конвоя у банки Ермака, используя радиолокатор для его обнаружения. Но длительное ожидание не принесло результатов. Служба радиоперехвата фиксировала переговоры в северо-восточном направлении, поэтому результаты авиаразведки были поставлены под сомнение и крейсер медленно (из-за плохой видимости и льдов) двинулся к архипелагу Норденшёльда. Самолёту не удалось повторно найти конвой, но полученные путём радиоперехвата и пеленгации сведения указывали, что тот следует на северо-восток со скоростью пять узлов и направляется в пролив Вилькицкого.
Утром 22 августа самолёт провёл разведку ледовой обстановки, показавшую что возможен проход от архипелага Норденшёльда до пролива Вилькицкого. Возле южного из островов Фирнлея было замечено небольшое одиночное судно (гидрографическое судно «Якутия»), но преследуемый конвой удалось вновь найти с воздуха лишь 23 августа после полудня на якорной стоянке в южной части пролива Вилькицкого к юго-западу от острова Гелланд-Гансена. Пролёт гидросамолёта был замечен с «Якутии» и с полярной станции на островах Гейберга, однако он не был опознан как вражеский.
Несмотря на низкую скорость конвоя, задача перехватить и уничтожить его была непростой из-за сложной ледовой обстановки и навигационных трудностей. За 23 и 24 августа «Aдмирал Шеер» продвинулся на восток до острова Русский и попытался обойти его с северной стороны, где на некоторое время попал в опасное положение из-за перемены ветра, вызвавшей подвижку льдов.
На 25 августа было намечено войти в пролив Вилькицкого для атаки конвоя, но во время очередного вылета гидросамолёт потерпел аварию при посадке и был затоплен. Лишившись основного средства разведки, Меендсен-Болькен потерял надежду найти конвой и повернул на юго-запад.
«3-й арктический конвой» избег опасности уничтожения и 31 августа достиг порта Тикси, а 8 сентября дошёл до бухты Амбарчик, но не смог продвинуться дальше на восток из-за тяжёлых льдов и был расформирован.

## Потопление ледокола «Александр Сибиряков»

Пожар и затопление «Александра Сибирякова» после обстрела с «Адмирала Шеера»

Движение на запад для «Aдмирала Шеера» оказалось легче, так как ледовая обстановка улучшилась. Около полудня 25 августа в 10—15 милях от острова Белуха был замечен советский ледокольный пароход. Это был «Александр Сибиряков», совершавший рейс из Диксона на Северную Землю с грузом горючего, провианта и материалов для обеспечения полярных станций. На борту находились гражданский и военный экипаж, а также пассажиры — строители и персонал полярных станций, всего около 100 человек.
Согласно некоторым источникам, 24 августа Главное управление Северного морского пути уже имело сведения о возможности присутствия в Карском море вражеского надводного корабля, однако «Александр Сибиряков» никакого предупреждения не получал, и встреча с боевым кораблём оказалась для него неожиданной.
С целью ввести противника в заблуждение и получить разведывательные сведения, «Aдмирал Шеер» поднял американский флаг и направился прямо на ледокол, скрывая таким образом свой силуэт. Сигнальным прожектором было передано сообщение на русском языке: «Кто вы, куда вы направляетесь, подойдите ближе».
Швейцарский историк Юрг Майстер пишет, что после этого с борта «Александра Сибирякова» была передана радиограмма открытым текстом, которую на «Шеере» приняли как «Вижу незнакомый вспомогательный крейсер, пожалуйста, наблюдайте за нами», а крейсер начал глушить волну, на которой работал передатчик «Сибирякова», и открыл огонь.
Советские источники, однако, сообщают о более продолжительном обмене сигналами, в ходе которого «Aдмирал Шеер» пытался представиться американским крейсером «Тускалуза», но из-за ошибки при передаче или приёме сигнала на «Сибирякове» прочли название как японское «Сисияма». Также описывается ещё несколько радиограмм, якобы, переданных и полученных радистом «Александра Сибирякова» вопреки постановке радиопомех. Российский историк Мирослав Морозов считает возможность такого радиообмена сомнительной.
«Александр Сибиряков» был приписан к Беломорской военной флотилии и имел вооружение: два 76-мм и два 45-мм орудия и пулемёты. Несмотря на явное превосходство противника, капитан «Сибирякова» Анатолий Алексеевич Качарава (воинское звание: лейтенант ВМФ СССР) открыл ответный огонь и попытался увести свой корабль в сторону острова Белуха под прикрытием дымовой завесы.
«Aдмирал Шеер» сделал шесть залпов из орудий главного калибра, три из них только носовой башней (всего было выпущено 27 снарядов). «Александр Сибиряков» получил не менее четырёх попаданий и потерял ход, воспламенилось перевозимое в бочках на палубе горючее. Он не спустил флага и до последней возможности вёл огонь по противнику, но не добился попаданий. Ввиду безнадёжной ситуации был исполнен приказ о затоплении, уцелевшие стали покидать судно.
С «Aдмирала Шеера» спустили катер, который подобрал 22 человека, включая тяжелораненого капитана Качараву. Часть выживших отказалась от спасения немцами. Некоторые оказывали сопротивление, кочегар Николай Матвеев был немцами застрелен. Примерно через час после начала боя «Александр Сибиряков» затонул. Когда немцы удалились, кочегар Павел Вавилов, оставивший судно одним из последних, сумел добраться до покинутой шлюпки и достичь острова Белуха, где провёл более месяца. Он был замечен 24 сентября с парохода «Сакко» и 29 сентября спасён гидросамолётом ГСТ под командованием Ивана Черевичного. Остальные члены экипажа и пассажиры погибли.

## Бомбардировка Диксона
Бдительность «Александра Сибирякова» привела к тому, что присутствие германского надводного корабля в Карском море стало известно советской стороне, хотя «Адмирал Шеер», очевидно, не был идентифицирован: в перехваченных сообщениях речь шла о «вспомогательном крейсере». Патрулирование района между мысом Желания и островом Диксон, предпринятое «Шеером» 25—26 августа, не принесло никаких результатов. Опять были встречены труднопроходимые льды.
Меендсен-Болькен принял решение перейти к выполнению запасной задачи — атаковать один из советских портов. В качестве такового был выбран порт Диксон, а не Амдерма, поскольку данные радиоперехвата указывали, что именно в Диксоне находится командный центр, где можно было захватить ценные сведения. С этой целью планировалась внезапная атака с высадкой десанта численностью до 180 человек. Предполагалось, что гарнизон Диксона составляет около 60 человек.
Реакция советского командования на сообщение «Александра Сибирякова» оказалась запаздывающей и несогласованной. Неразбериху усиливали сообщения о появлении вражеских надводных кораблей в один и тот же день 25 августа в трёх разных местах: у острова Белуха, где погиб «Сибиряков»; у мыса Желания, где была обстреляна метеостанция; и у мыса Челюскин, недалеко на восток от которого в это время находился «3-й арктический конвой». Последние два сообщения были ошибочными (обстрел метеостанции на самом деле совершила подводная лодка U-255). В результате, активная подготовка к отражению возможного нападения противника на Диксон началась лишь вечером 26 августа.
В середине августа командование Беломорской военной флотилии распорядилось перебросить артиллерийские батареи с Диксона в Белушью губу на Новой Земле в связи с активностью подводных лодок и авиации противника в этом районе. Батареи были уже демонтированы и частично погружены на баржу, поэтому отданный 26 августа адмиралом Г. А. Степановым приказ об их восстановлении не мог быть быстро исполнен. Два 152-мм орудия, составлявшие батарею № 569, были ещё не погружены. Благодаря инициативе командира батареи, лейтенанта Николая Михайловича Корнякова, они были установлены у причала и снабжены боеприпасами. Личный состав батареи был доукомплектован добровольцами.
В течение дня 26 августа в порт Диксон прибыли ледокольный пароход «Дежнёв» (причислен к Северному флоту как СКР-19, имел четыре 76-мм и четыре 45-мм орудия и пулемёты) и вооружённое торговое судно «Революционер» (по одному 76-мм и 45-мм орудию, четыре 20-мм «Эрликона»). Также в порту находилось невооружённое судно «Кара» с грузом взрывчатки, создававшее дополнительную опасность в случае обстрела.
«Aдмирал Шеер» подошёл к острову Диксон ночью с 26 на 27 августа (был замечен обороняющимися в 01:05) и направился к южному входу в гавань, проливу Вега. Радиостанция Диксона открытым текстом передала сообщение о появлении вражеского крейсера. Поскольку командир СКР-19, старший лейтенант Александр Семёнович Гидулянов, был в отъезде (он занимался организацией обороны порта), командование кораблём принял старший помощник, старший лейтенант Сергей Александрович Кротов.
СКР-19 пошёл на сближение с противником. «Aдмирал Шеер» открыл огонь в 01:37, артиллеристы СКР-19 ему немедленно ответили, выпустив в ходе боя по немецкому крейсеру 38 76-мм и 78 45-мм снарядов. Одновременно СКР-19 ставил дымовую завесу. С «Революционера» также открыли огонь, который немцами был охарактеризован как «точный и быстрый». Вскоре открыла огонь и батарея № 659. С советской стороны имелись сообщения о нескольких попаданиях (чаще в литературе говорится о 3 попаданиях) в противника и вызванном ими пожаре на борту крейсера, но немецкие источники этого не подтверждают.
СКР-19 быстро получил несколько попаданий, из них как минимум четыре — крупнокалиберными снарядами, вызвавшими значительные повреждения: 7 пробоин в корпусе, выведены из строя кормовое орудие и командный пост, дальномер, пулемёт ДШК, затоплен один из трюмов. В 01:46 он вышел из боя и, прикрываясь дымовой завесой, отошёл на мелководье в Самолётной бухте, где встал на грунт. Экипаж корабля потерял 5 человек убитыми и 2 умершими от ран, 27 человек было ранено. Стоявший на якоре «Революционер» получил три попадания, вызвавшие пожар и повреждение паропровода брашпиля, что на время лишило судно возможности маневрировать. На береговой батарее, артиллеристы которой также претендовали на попадания в «Адмирал Шеер», было 4 раненых.
Плохая видимость и близкие разрывы крупнокалиберных снарядов береговой батареи вынудили Меендсен-Болькена отказаться от высадки десанта. Вместо этого «Aдмирал Шеер» обошёл остров Диксон по часовой стрелке, ведя огонь по различным объектам на берегу. В общей сложности им было выпущено 77 280-мм, 153 150-мм и 226 105-мм снарядов. Повреждения получили станция по наблюдению за туманами на острове Медвежий, электростанция и радиоцентр Нового Диксона, жилые дома и другие здания. Новый обстрел порта с северной стороны вызвал пожар топливных терминалов на острове Конус. «Революционер» и «Кара» покинули порт через пролив Вега, когда «Адмирал Шеер» от него отошёл. СКР-19 и батарея № 659 периодически возобновляли ответный огонь. Засечь местоположение береговой батареи и подавить её немцам так и не удалось, поэтому в 02:57 крейсер прекратил стрельбу и отошёл в направлении Земли Франца-Иосифа.

## Завершение операции
Результаты нападения на Диксон показали слабость советской обороны в Карском море. Однако для эффективного продолжения боевых действий необходимо было средство воздушной разведки. Меендсен-Болькен надеялся получить в своё распоряжение новый корабельный гидросамолёт Ar 196 или «летающую лодку» BV-138. «Aдмирал Шеер» должен был соблюдать радиомолчание во избежание пеленгации его противником. Поэтому крейсер попытался встретиться с подлодкой U-255, которая должна была вести патрулирование к северу от Новой Земли и могла свободно пользоваться радиосвязью, чтобы через неё передать сообщение командованию. Но обнаружить подводную лодку не удалось. В свою очередь, с U-255 крейсер был замечен на большом расстоянии, но принят за боевой корабль противника.
Не найдя U-255, «Aдмирал Шеер» совершил переход в более отдалённый район, к юго-западу от Земли Франца-Иосифа, откуда он сам мог безопасно связаться со штабом адмирала Норвежского моря Хуберта Шмундта. Последовал обмен несколькими радиосообщениями, при этом из штаба поступали приказы, основанные на неверном представлении о ходе операции, а сообщение «Aдмирала Шеера», что для продолжения действий в Карском море нужен самолёт с запасом горючего, было неправильно понято. В конце концов, от Шмундта поступил недвусмысленный приказ прекратить операцию и возвращаться в Нарвик, что и было исполнено. 29 августа «Aдмирал Шеер» встретился с эскортом из трёх эсминцев, а вечером 30 августа пришёл в Нарвик.

## Итоги и оценки
Германской стороной результаты операции поначалу оценивались весьма оптимистично. Отмечалась высокая эффективность действий «Aдмирала Шеера» и сбор им полезных сведений для проведения следующих подобных операций. Фактически же, основная задача операции выполнена не была: «Aдмиралу Шееру» не удалось разгромить ни одного советского конвоя. За весь поход крейсер потопил только одно судно — ледокол «Александр Сибиряков», хотя Меендсен-Болькен считал, что во время обстрела Диксона ему удалось уничтожить ещё танкер «Валериан Куйбышев». Эта ошибка объясняется перехватом советского сообщения, в котором упоминался пропавший без вести пароход «Куйбышев» (на самом деле он был потоплен подлодкой U-601 24 августа).
Ущерб, нанесённый порту Диксон, также значительно переоценивался. Пожары были быстро потушены, работа радиостанции и командного центра восстановлена к 1 сентября. Повреждённые СКР-19 и «Революционер» были отремонтированы в течение нескольких дней. В итоге операция «Вундерланд» не оказала существенного влияния на советское судоходство по Северному морскому пути.
Сложности действий в зоне арктических льдов, обнаруженные в ходе операции «Вундерланд», стали одной из причин отмены запланированной на сентябрь 1942 года операции «Двойной удар (нем. Doppelschlag)» с участием «Aдмирала Шеера» и «Адмирала Хиппера».
Российский историк Константин Иванович Зубков обращает внимание на значительную разницу в оценках эффективности действий сторон в ходе операции «Вундерланд» в советской и западной историографии.
Советский историк Михаил Иванович Белов и российский историк Мирослав Эдуардович Морозов считают операцию «Вундерланд» провальной, а швейцарский историк Юрг Майстер — успешной для немцев. Белов и Морозов называют главной причиной победы над превосходящим противником героизм советских людей, таких как команда ледокола «Александр Сибиряков» и защитники Диксона, однако Морозов подчёркивает неэффективность советской разведки и командования и в этом сближается с оценкой Майстера, который также обращает внимание, что советское командование не сумело ни организовать эффективного противодействия «Шееру», ни перехватить его с помощью сил союзников при возвращении в базу. По мнению Майстера, только утрата немцами разведывательного самолёта спасла «3-й арктический конвой» от больших потерь.
По оценке Зубкова, операция «Вундерланд» не носила характера рискованного тактического набега на советское судоходство и порты, а была частью долгосрочного стратегического замысла. Однако сам этот замысел основывался на ошибочном представлении немцев о критически важном значении Северного морского пути и внешних поставок в целом для военного потенциала СССР. В то же время и советское руководство допускало стратегическую ошибку, полагая что уникального опыта советских моряков в преодолении сложных природных условий Арктики достаточно для обеспечения безопасности судоходства. В результате присутствие даже единственного крейсера противника на трассе Северного морского пути оказалось серьёзной проблемой.

## Дальнейшие действия Кригсмарине в Карском море
Операции германских крейсеров, намеченные на сентябрь 1942 года и на 1943 год, не состоялись. Дальнейшая борьба с советским судоходством по Северному морскому пути была возложена на подводные лодки, которые до 1944 года осуществляли минные постановки, атаки на советские суда и прибрежные объекты в Карском море.

## В культуре
События, связанные с операцией, составляют историческую основу повести Е. Л. Баренбойма «Операция „Вундерланд“» и художественного фильма «Операция „Вундерланд“».

## Комментарии
1. ↑  Перевод с нем. Admiral Nordmeer. Иногда должность упоминается как «адмирал Арктики»[5] или «командующий адмирал в Северных водах»[6].
2. ↑  Экипаж «Куйбышева» составлял 42 человека, об экипаже «Медвежонка» данных нет[22].
3. ↑  Более широкий пролив Карские Ворота оказался блокирован льдом[34].
4. ↑  Пароходы «Кара» и «Куйбышев», последний с буксирным пароходом «Медвежонок» на буксире, в охранении тральщиков ТЩ-54 и ТЩ-62.
5. ↑  Координаты острова Митюшёв[44]:73°25′45″ с. ш. 54°05′00″ в. д.HGЯO.
6. ↑  Координаты острова Подрезов[47]:71°25′45″ с. ш. 51°58′00″ в. д.HGЯO.
7. ↑  Координаты острова Кравкова:75°42′ с. ш. 88°40′ в. д.HGЯO. Это самый северный из островов Мона. В переводе книги Майстера ошибочно[51] назван островом Киакова.
8. ↑  Конвой состоял из десяти судов (согласно Морозову, восемь сухогрузов и два танкера[7]) в сопровождении ледокола «Красин». Известны их названия: «Моссовет», «Мироныч», «Эльна-2», «Щорс», «Чернышевский», «Двина», «Аркос», «Комсомолец Арктики», «Азербайджан» и «Донбасс»[53]. 22 августа[54] к конвою присоединился британский танкер «Хопмаунд» в сопровождении ледокола «Ленин»[7].
9. ↑  Банка Ермака — мелководье к северу от островов Мона. Впервые обнаружена экспедиционным судном «Зверобой» в 1929 году[56]. Названа в честь ледокола «Ермак», исследовавшего её в 1934 году[57].
10. ↑  Координаты острова Гелланд-Гансена[59]: 77°30′ с. ш. 102°30′ в. д.HGЯO.
11. ↑  Координаты острова Белуха[65]: 76°03′ с. ш. 91°26′ в. д.HGЯO.
12. ↑  Большинство источников указывает 104 человека, но Н. А. Елагин приводит результаты исследований подполковника в отставке С. В. Быкова, согласно которым на борту находилось 99 человек[66][67].
13. ↑  Советские источники приводят такой текст: «Вижу неизвестный вспомогательный крейсер, который запрашивает обстановку». Разночтение, возможно, объясняется постановкой радиопомех с «Шеера»[73].
14. ↑  В некоторых источниках —  четыре[75].
15. ↑  Такую цифру приводит со ссылкой на журнал боевых действий «Шеера» А. А. Сергеев[81]. М. Э. Морозов, также пишет о 22 пленных, 13 из которых после войны вернулись на родину[82]. С. В. Быков и Н. А. Елагин, смогли установить имена 18 попавших в плен[83].
16. ↑  Здесь и далее время московское. Оно отличается от берлинского времени, используемого в немецких источниках, на +1 час.
17. ↑  Так в большинстве источников, но Мирослав Морозов считает, что СКР-19 сразу двигался поперёк пролива Вега с целью укрыться в Самолётной бухте[97].
18. ↑  Другими причинами были необходимость ремонта «Адмирала Шеера», скорость которого снизилась из-за неполадок двигателя[114], и нежелание Гитлера отвлекать крупные корабли от защиты Норвегии[115].